# Alfredina
Alfredina es un género de foraminífero bentónico de la familia Alfredinidae, de la superfamilia Asterigerinoidea, del suborden Rotaliina y del orden Rotaliida. Su especie tipo es Alfredina tappanae. Su rango cronoestratigráfico abarca el Luteciense (Eoceno medio).

## Clasificación
Alfredina incluye a la siguiente especie:
- Alfredina tappanae